# 贝尔莱蒙
贝尔莱蒙（法語：Berlaimont，法語發音：[bɛʁlɛmɔ̃]）是法国上法兰西大区北部省的一个市镇，位于该省东部，属于埃尔普河畔阿韦讷区。

## 地理
贝尔莱蒙（50°12'8"N, 3°48'41"E）面积13.1 平方千米，位于法国上法蘭西大區北部省，该省份为法国最北部的省份及最长的省份，西北濒北海，西接加来海峡省，南至埃纳省和索姆省，东与比利时接壤。
与贝尔莱蒙接壤的市镇（或旧市镇、城区）包括：桑布尔河桥村、萨斯尼、欧努瓦-艾姆里、勒瓦勒、洛基尼奥勒。

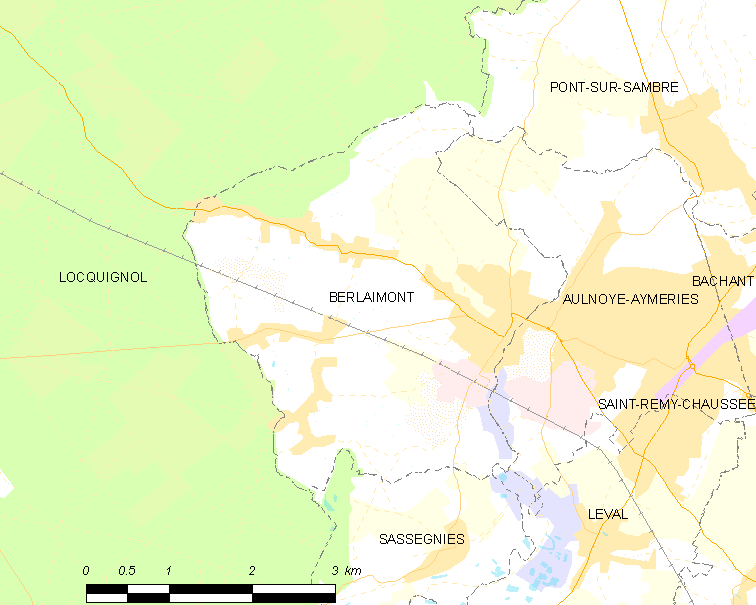
贝尔莱蒙的OSM定位图

贝尔莱蒙的时区为UTC+01:00、UTC+02:00（夏令时）。

## 行政
贝尔莱蒙的邮政编码为59145，INSEE市镇编码为59068。

## 政治
贝尔莱蒙所属的省级选区为欧努瓦-艾姆里县。

## 人口

1962-2008年间贝尔莱蒙人口变化图示

贝尔莱蒙于2022年1月1日时的人口数量为3169人。